# Strażnica WOP Działoszyn
Strażnica WOP Działoszyn – podstawowy pododdział graniczny Wojsk Ochrony Pogranicza.

## Formowanie i zmiany organizacyjne
Z dniem 1.01.1960, w strukturze batalionu WOP Bogatynia, została sformowana 10 strażnica WOP Działoszyn II kategorii o stanie 69 wojskowych. W 1964 strażnica WOP nr 9 Działoszyn uzyskała status strażnicy lądowej i zaliczona została do II kategorii.

## Komendanci/dowódcy strażnicy
| stopień   | imię i nazwisko     | okres pełnienia służby | kolejne stanowisko |
| --------- | ------------------- | ---------------------- | ------------------ |
| porucznik | Franciszek Zwiernik | 1960-1972              |                    |
| kapitan   | Edmund Kuzianik     | 1972-1976              |                    |